# Leroy Kemp

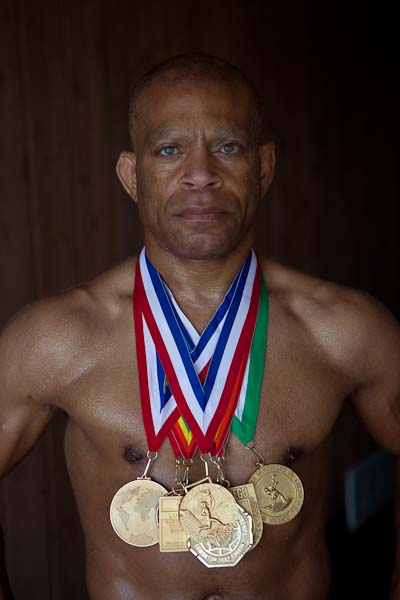
Leroy Kemp, vor 2014

Leroy „Lee“ P. Kemp Jr. (* 24. Dezember 1956 in Cleveland, Ohio) ist ein ehemaliger US-amerikanischer Ringer. Er war dreifacher Weltmeister im freien Stil im Weltergewicht.

## Werdegang
Leroy Kemp begann als Jugendlicher an der Hich School in Chardon, Ohio, mit dem Ringen. Er war schon bald sehr erfolgreich und wurde 1974 US-amerikanischer Juniorenmeister im freien Stil im Leichtgewicht. An der University of Wisconsin–Madison, die er im Anschluss an die High-School-Zeit besuchte, entwickelte er sich kontinuierlich weiter und wurde 1976, 1977 und 1978 US-amerikanischer Studentenmeister im Weltergewicht, nachdem er 1975 schon Zweiter geworden war. Von 1979 bis 1983 wurde Leroy fünfmal in Folge auch US-amerikanischer Meister der AAU (Amateur-Athleten-Union).
1978 vertrat Lee erstmals die US-amerikanischen Farben bei einer internationalen Meisterschaft. Bei der Weltmeisterschaft in Mexiko-Stadt gewann er auf Anhieb mit fünf Siegen den Weltmeistertitel im Weltergewicht. Im Finale bezwang er dabei den routinierten bulgarischen Meister Alexandar Nanew sicher nach Punkten.
Auch im Jahre 1979 gewann Lee den Weltmeistertitel. In San Diego besiegte er im Finale den bundesdeutschen Newcomer Martin Knosp knapp nach Punkten. An den Olympischen Spielen 1980 in Moskau konnte Lee wegen des Boykotts dieser Spiele durch die Vereinigten Staaten nicht teilnehmen. Er hätte als zweifacher Weltmeister sicher als Favorit in seiner Gewichtsklasse gegolten.
Bei der Weltmeisterschaft 1981 in Skopje versuchte Lee seinen dritten Weltmeistertitel zu gewinnen. Er verlor aber diesmal schon im Poolfinale gegen Martin Knosp nach Punkten und konnte so nur mehr gegen den Poolzweiten des anderen Pools, den Koreaner Ko Ti-Won, um die Bronzemedaille kämpfen. Diesen Kampf gewann er sicher nach Punkten.
1982 gewann Lee Kemp in Edmonton/Kanada aber dann doch noch seinen dritten WM-Titel. Er traf dabei bereits in seinem dritten Poolkampf auf Martin Knosp und gewann 1:0 nach Punkten. Knosp musste daraufhin ausscheiden, während Lee im Endkampf auch dem Tschechen Dan Karabín keine Chance ließ.
1983 wurde Lee Kemp in den Vereinigten Staaten und damit auch international von Dave Schultz abgelöst. Als er 1984 seine Karriere beendete, hatte er 435 Kämpfe bestritten, von denen er 400 gewann. Die Trainer, denen er am meisten verdankte, waren Duane Kleven, Stan Dziedzic, Russell Hellickson und Dan Gable.
Nach seiner aktiven Zeit arbeitete Lee Kemp selbst jahrelang als Trainer an der University of Wisconsin–Madison und ist jetzt selbständiger Kaufmann in der Automobilbranche. Nachdem er bereits 1990 in die National Wrestling Hall of Fame aufgenommen worden war, folgte im August 2008 auch die Aufnahme in die FILA International Wrestling Hall of Fame.

## Internationale Erfolge
(WM = Weltmeisterschaft, F = Freistil, We = Weltergewicht, damals bis 73 kg bzw. 74 kg Körpergewicht)
- 1978, 1. Platz, WM in Mexiko-Stadt, F, We, mit Siegen über Mohammed Mohebbi, Iran, Pjotr Marta, UdSSR, Martin Knosp, BRD, Kiro Ristov, Jugoslawien und Alexandar Nanew, Bulgarien;
- 1979, 1. Platz, Pan-American Games in San Juan, F, We, vor Daniel Pozo, Kuba und Marc Mongeon, Kanada;
- 1979, 1. Platz, WM in San Diego, F, W, mit Siegen über Katsua Kawada, Japan, Kiro Ristov, Nikolai Petrenko, UdSSR, Alexandar Nanew, Dschamtsyn Dawaadschaw, Mongolei und Martin Knosp;
- 1979, 1. Platz, World-Cup in Toledo/USA, F, We, vor Konihiko Kajumura, Japan und Daniel Pozo;
- 1980, 1. Platz, World-Cup in Toledo/USA, F, We, vor Pjotr Marta und Brian Reuben, Kanada;
- 1981, 3. Platz, WM in Skopje, F, We, mit Siegen über Dschamtsyn Dawaadschaw, Jiri Holoubek, Tschechoslowakei, Mohammad Hosseinei, Iran, Elbrus Korojew, UdSSR und Ko Ti-Won, Korea und einer Niederlage gegen Martin Knosp;
- 1981, 1. Platz, World-Cup in Toledo/USA, F, We, vor Dschamtsyn Dawaadschaw, Mongolei und Giorgi Makassarischwili, UdSSR;
- 1981, 1. Platz, World-Super-Championship (keine offizielle Weltmeisterschaft) in Nagoya, F, We, vor Walentin Rajtschew, Bulgarien und Xunihiko Kaizuma, Japan;
- 1982, 1. Platz, WM in Edmonton/Kanada, F, We, vor Dan Karabín, Tschechoslowakei, Juri Worobjow, UdSSR, Takashi Kikudu, Japan, Hossein Mohebbi, Iran und Istvan Feher, Ungarn;
- 1983, 1. Platz, Pan American Games in Caracas, F, We, vor Lazaro C, Ruiz, Kuba und Ken Bradford, Kanada;
- 1984, 4. Platz, World-Cup in Toledo/USA, F, We, F, We, hinter Wladimir Dschutow, UdSSR, Alexandar Nanew und Raúl Cascaret Fonseca, Kuba und vor Marc Mongeon